# Torrubia
Torrubia es un municipio y localidad española de la provincia de Guadalajara, en la comunidad autónoma de Castilla-La Mancha. El término municipal tiene una población de 26 habitantes (INE 2024).

## Historia
Hacia mediados del siglo XIX, el lugar tenía contabilizada una población de 311 habitantes. La localidad aparece descrita en el decimoquinto volumen del Diccionario geográfico-estadístico-histórico de España y sus posesiones de Ultramar de Pascual Madoz de la siguiente manera:

TORRUBIA: l. con ayunt. en la prov. de Guadalajara (23 leg.), part. jud. de Molina (2), aud. terr. de Madrid (33), c. g. de Castilla la Nueva, dióc. de Sigüenza (10). sit. en una llanura con buena ventilacion y clima sano, aunque frio: tiene 85 casas; la consistorial; escuela de instruccion primaria, pagada de los fondos públicos, y ademas los discípulos dan una corta retribucion; una igl. parr., servida por un cura y un sacristan: confina el térm. con los de Tartanedo, Pardos, Fuentelsaz y Cillas; dentro de él se encuentran varios manantiales de buenas aguas, y una ermita.: el terreno es de buena calidad; comprende un monte poblado de encina, roble y alguna mata baja: caminos: los que dirigen á los pueblos limítrofes, en mediano estado. El correo se recibe y despacha en la cab. del part. prod.: trigo, cebada, centeno, avena, legumbres, leñas de combustible y buenos pastos, con los que se mantiene ganado lanar y vacuno; hay caza de liebres, conejos y perdices. ind.: la agrícola y recriacion de ganados. comercio: esportacion del sobrante de frutos, ganado, y lana é importacion de los art. que faltan. pobl.: 85 vec., 311 alm. cap. prod.: 1.718,334 rs, imp.: 103,100. contr.: 4,093.
(Madoz, 1849, p. 115)

## Demografía

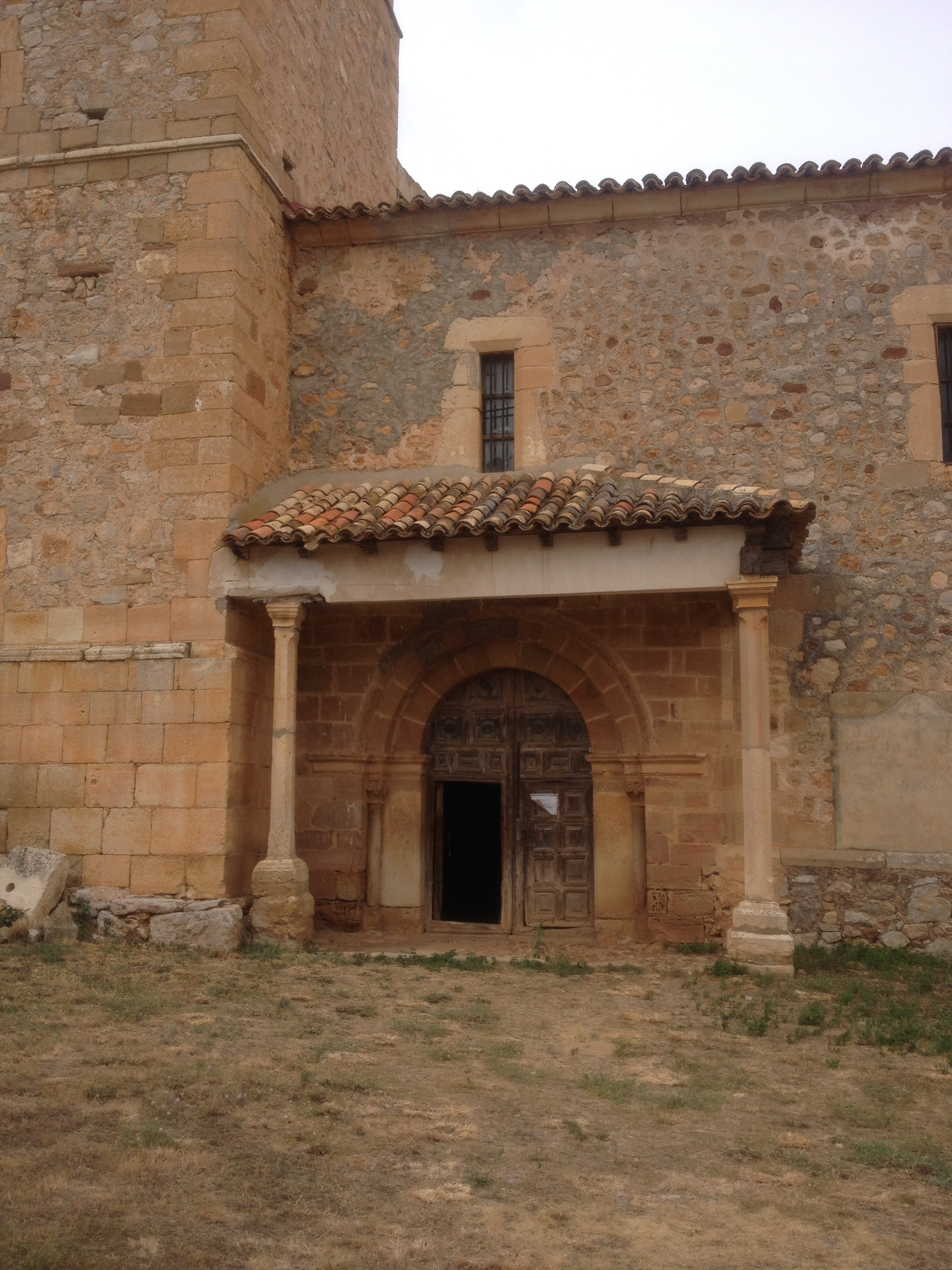
Entrada principal de la iglesia de Torrubia

Torrubia cuenta con una población de 26 habitantes (INE 2024).
| Gráfica de evolución demográfica de Torrubia entre 1842 y 2021                                                      |
| |
| Población de derecho según los censos de población del INE Población de hecho según los censos de población del INE |

| 50            | 46 | 43 | 39 | 23 | 25 |
| (Fuente: INE) |    |    |    |    |    |

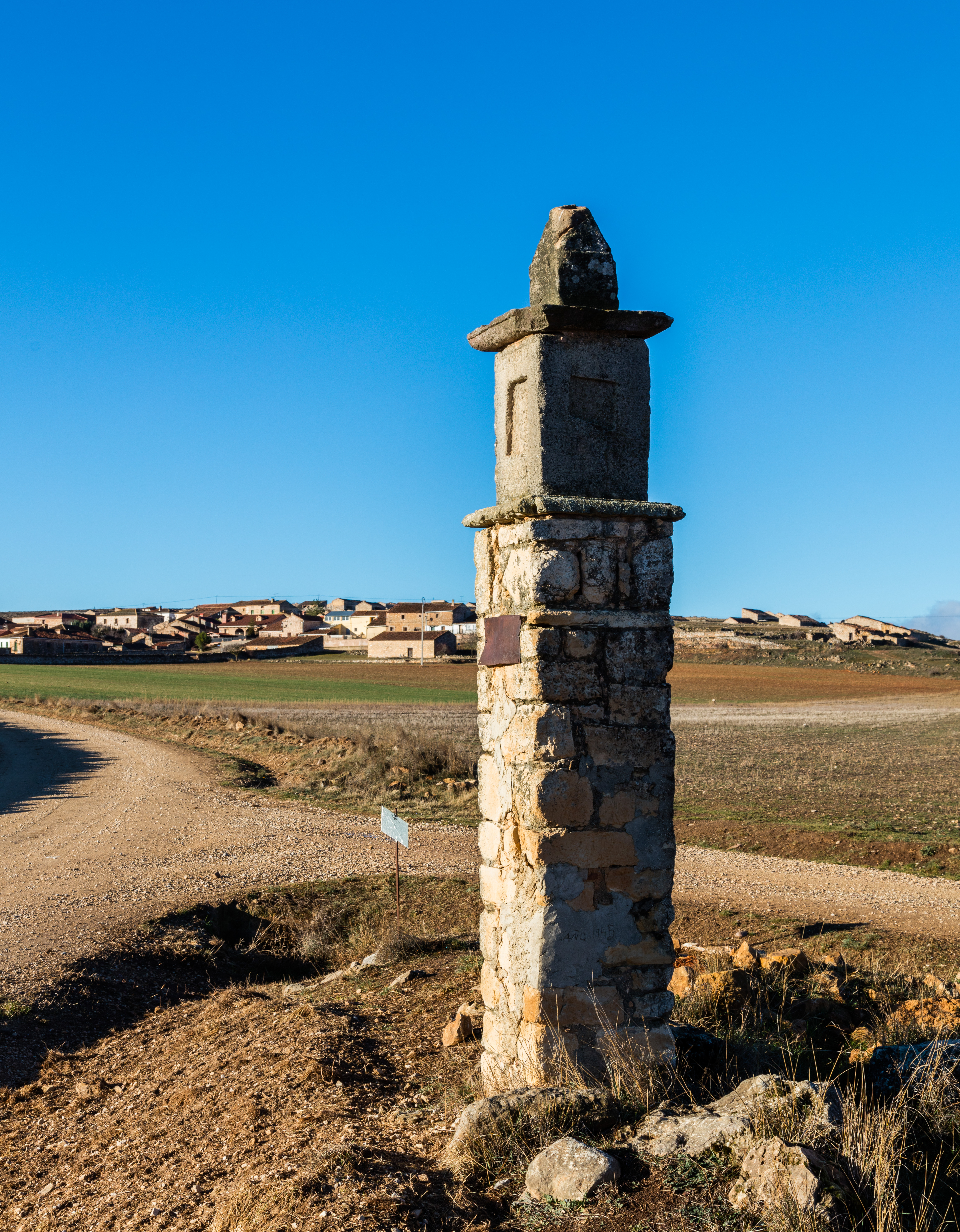
Pairón a la entrada de Torrubia
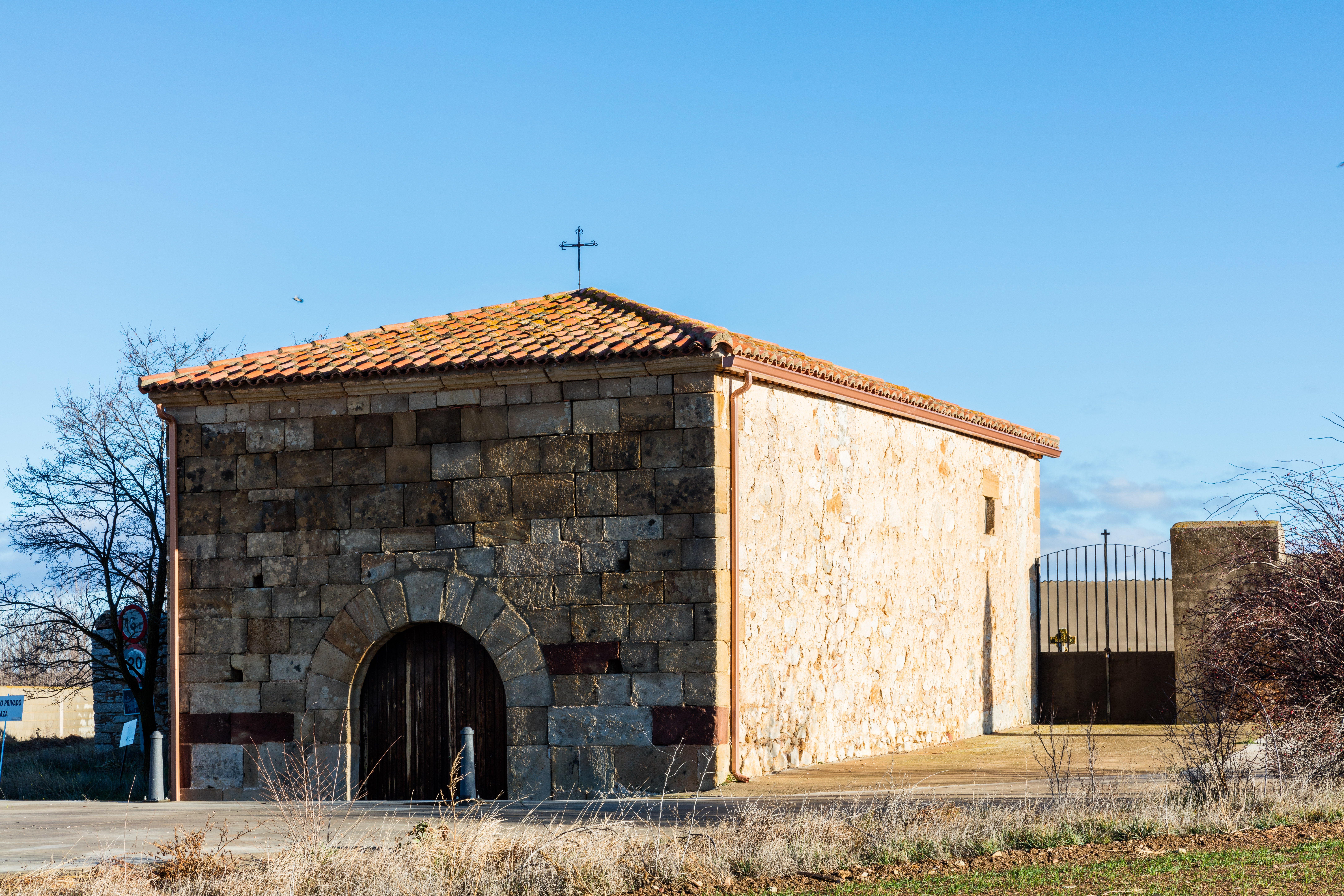
Ermita de la Soledad